# Vámos Ferenc (építész)
Vámos Ferenc (Szeged, 1895. május 29. – Budapest, 1969. szeptember 6.) építész, építészettörténész, néprajzi érdeklődésű művészeti író, a művészettörténeti tudományok kandidátusa (1966).

## Életpályája
Középiskolai tanulmányait Budapesten, a Markó utcai Gimnáziumban végezte el, s itt szerezte egyik életre szóló barátját, Szőnyi Istvánt, akivel a 7–8. osztályban jártak együtt. Felsőfokú tanulmányait a budapesti műegyetemen végezte 1913–1918 között, s itt kapott építészmérnöki diplomát. Ösztöndíjat nyert Bécsbe, ahol Josef Strzygowski előadásait hallgatta. Quittner Ervin irodájában kezdte munkáját 1923-tól. Számos ipari nagyüzem statikai tervét készítette el (Péti Nitrogénművek, a Nyergesújfalui Viszkozagyár, a Dunai Timföldgyár). Statikusként dolgozott a Földalatti Vasútnál is.
Jelentős alkotásai születtek építészettörténeti kutatásai során is. Petrovics Elek segítségével bukkant rá Feszl Frigyes építészeti hagyatékára (ismeretlen tervanyagára.) Így Feszl, és a nemzeti stílus többi jelentős képviselőjének (Lechner Ödönnek és Lajta Bélának) munkásságát is elkezdte feldolgozni. Számos tanulmányt írt Attila táboráról, a nomád sátrakról, a paraszti építményekről és körvonalazta az összehasonlító épületkutatás feladatait. Hagyományok a máglyán című művében a nemzeti jelleg elvesztéséről írt, mint lehetséges veszélyről. Tervezett egy trilógiát előbbi építőművészek munkásságáról. Az újabb magyar építőművészet történeti fejlődésének vizsgálata mellett a magyar népi építkezés és a népmesék elemzésére is kísérletet tett. E tanulmányai, bár nélkülözték a tudományos megalapozottságot, intuitív ötleteikkel figyelmet keltettek. Tudománytörténeti jelentőségű az a felismerése hogy a magyar nép lakás- és építőkultúrájának kialakulásterülete Kelet-Európa volt.
Kisebb cikkekben elemezte építészetünk és művészettörténetünk kérdéseit, és kísérletet tett arra, hogy kijelölje építészetünk helyét a kontinens építészettörténetében. „Fő kutatómunkájának publikálását nem érhette meg, Lajta Béla-monográfiája csak halála után jelent meg, Feszl Frigyesről írt munkája is kéziratban maradt. Lechner Ödönről írt kisebb életrajzát újabb kutatások alapján akarta bővíteni, de műve befejezetlen maradt.”
Sokoldalú művészi vénáját ezen felül festésben, csellózásban élte ki, s a folklórral is foglalkozott alkotó módon. Érdekes kitérése volt munkásságában a fordítás területe, mely során Albert Einstein művével foglalkozott, fordítása hat kiadást ért meg.

## Művei
- Jegyzetek a szecesszió történetéhez (kandidátusi disszertáció tézisei, Bp., 1966.

### Cikkek
- Feszl Frigyes és kora (Magyar Művészet, 1925)
- A magyar formanyelv építészetünkben (Magyar Mérnök és Építész Egylet Közlönye, 1928)

### Könyvei
- Budapest városképének alakulása József nádortól napjainkig. Budapest, 1926
- Lechner Ödön (I–II.), Bp., 1927
- Magyar faépítészet. Budapest, 1936.
- Hagyományok a máglyán. Kecskemét, 1940
- Kozmosz a magyar mesében. Budapest, 1943
- Hagyományok a máglyán. A magyar történetírás válsága. 1940, Főnix Könyvműhely 2009
- Kozmosz a magyar mesében I. A térelképzelés. Budapest, 1943, Főnix Könyvműhely 2006

Kéziratos hagyatéka az Orsz. Műemléki Felügyelőség (OMF) Magyar Építészeti Múzeumába került.